# Włodzimierz Szlezyngier
Włodzimierz Szlezyngier (ur. 19 lipca 1929 w Częstochowie, zm. 5 września 2019 tamże) – polski członek podziemia niepodległościowego podczas II wojny światowej, więzień polityczny w okresie PRL, działacz kombatancki, pułkownik Wojska Polskiego.

## Życiorys
Pochodził z rodziny o tradycjach patriotycznych – jego ojciec Karol (z zawodu krawiec) brał udział w rozbrajaniu Niemców w 1918 roku oraz walczył w wojnie polsko-bolszewickiej. Włodzimierz Szlezyngier w 1936 roku rozpoczął naukę w szkole podstawowej, którą po wybuchu wojny kontynuował na tajnych kompletach. Wstąpił w szeregi Armii Krajowej i uczestniczył w akcji „Burza”, dostarczając materiały do tajnego zakładu rusznikarskiego we wsi Marianka Rędzińska. Po zakończeniu wojny, w marcu 1945 roku zdał krawiecki egzamin czeladniczy. W grudniu tego samego roku został po raz pierwszy aresztowany przez częstochowski Urząd Bezpieczeństwa, w którym był więziony do marca 1947 roku. Po wyjściu na wolność pracował w zakładzie ojca. W 1950 roku został powołany do wojska; służbę odbył w jednostkach m.in. w Lidzbarku Warmińskim i Warszawie (Fort Bema). Podczas służby, po powrocie z urlopu noworocznego w styczniu 1952 roku został ponownie aresztowany i przewieziony do więzienia na ul. Rakowieckiej w Warszawie. W marcu 1952 roku został skazany przez Sąd Wojsk Lotniczych w Warszawie na karę 10 lat więzienia i 2 lat pozbawienia praw obywatelskich za „działania wymierzone w ustrój państwa komunistycznego”. Po trzech latach pobytu w więzieniu kara została zmniejszona do 6 lat i 8 miesięcy, a następnie – w wyniku rewizji procesu – na mocy amnestii Włodzimierz Szlezyngier został zwolniony z więzienia w październiku 1955 roku. Niestety, w związku z wpisem do rejestru skazanych do 1961 roku nie mógł znaleźć pracy. Wówczas to został zatrudniony w Zakładach Konfekcji Technicznej w Częstochowie jako pracownik magazynu. Jednocześnie podjął naukę w częstochowskim oddziale Technikum Włókienniczego w Łodzi. Pod koniec 1962 roku, w wyniku połączenia ZKT z Zakładem „Kapeluszownia” powstał Zakład Konfekcji Technicznej POLNAM, w którym Włodzimierz Szlezyngier pracował przez 21 lat jako kierownik magazynu, a następnie przez 4 lata jako kierownik sklepu firmowego. W 1986 roku przeszedł na rentę inwalidzką.
Od 1991 roku zaangażował się w działalność częstochowskiego oddziału Związek Kombatantów RP i Byłych Więźniów Politycznych. Należał również do Antykomunistycznych Związków Więźniów Politycznych w Częstochowie, Światowego Związku Żołnierzy Armii Krajowej oraz Zrzeszenia Wolność i Niezawisłość oddział w Łodzi. W 1994 roku został odznaczony Brązowym Krzyżem Zasługi.
W lipcu 1993 roku wystąpił do sądu Warszawskiego Okręgu Wojskowego o unieważnienie wyroku z 1952 roku. W rok później otrzymał zadośćuczynienie i odszkodowanie od sądu wojskowego w Warszawie za działalność na rzecz niepodległego bytu państwa polskiego. Wysokość owego odszkodowania (ok. 100 tys. zł) Włodzimierz Szlezyngier uznał za niewystarczającą za doznane krzywdy, wobec czego skierował sprawę do sądu, żądając zadośćuczynienia i odszkodowania uzupełniającego na łączną kwotę 1,2 mln zł. Na dzień 28 marca 2019 roku pozostawała nierozstrzygnięta.
Został pochowany na częstochowskim cmentarzu Kule.